# Голд, Дори
Исидор «До́ри» Голд (ивр. דורי גולד‎, 25 июля 1953, Хартфорд — 3 марта 2025, Иерусалим) — израильский дипломат, который занимал различные посты во время работы различных правительств. Президент Иерусалимского центра по международным делам и безопасности. Работал советником бывшего премьер-министра Израиля Ариэля Шарона и нынешнего премьера Биньямина Нетаниягу во время его первого премьерского срока. В мае 2015 года Нетаниягу назначил Голда генеральным директором Министерства иностранных дел.

## Ранние годы
Дори Голд родился в 1953 году в Хартфорде, штат Коннектикут, США и воспитывался в консервативной еврейской семье. Начальное образование получил в йешиве Хартфорда. В 1970-х Голд посещал Northfield Mount Hermon School (выпуск 1971 года), а затем поступил в Колумбийский университет. Здесь он получил степень бакалавра, а затем и магистра по специальности Политические науки, а затем защитил диссертацию по политическим наукам и ближневосточным исследованиям.
Он учил литературный арабский язык и специализировался по международному праву, а его докторская диссертация была посвящена Саудовской Аравии. Это исследование позже послужило основой его книги 2003 года, бестселлера «New York Times», которая называлась «Hatred’s Kingdom: How Saudi Arabia Supports the New Global Terrorism» (Нанавистное Королевство: Как Саудовская Аравия поддерживает новый глобальный терроризм). В книге Голд рассуждает об активном финансировании Саудовской Аравией терроризма путем поддержки врагов США и нападением на их союзников. Голд впервые посетил Израиль в 1976 году, а затем эмигрировал туда в 1980 году. Проживал в Иерусалиме со своей женой Офрой и двумя детьми, Яэль и Ариэлем.

## Карьера
Политическая карьера Дори Голда началась в 1985 году, когда он работал младшим научным сотрудником в Центре ближневосточных исследований им. Моше Даяна при Тель-Авивском университете. Позже он был назначен директором Проекта международной и оборонной политики США при Центре стратегических исследований Джаффе Тель-Авивского университета и занимал эту должность с 1985 по 1996 год.

### Мирные переговоры
В 1991 году Голд был советником израильской делегации на Мадридской мирной конференции. С июня 1996 по июнь 1997 года он работал в качестве советника по международным вопросам у премьер-министра Нетаниягу. В течение периода, что Нетаниягу был главой израильской оппозиции, Голд был ответственным за создание отношений между руководством партии Ликуд и Хашемитским Королевством Иордания — в ответ на стратегические связи, которые образовывались между израильским правительством лейбористов и ООП под руководством Ясира Арафата. Голд сопровождал Нетаниягу на встречи с иорданским руководством в 1994 и 1995 гг. в Лондоне, Аммане и Акабе. Как советник по международной политике в правительстве Нетаниягу после выборов 1996 года, Голд работал с Палестинской администрацией, Египтом, Иорданией и другими странами арабского мира. Он был также вовлечен в переговоры по Хевронскому соглашению.

### Восточный Иерусалим и Соглашения в Осло
Сам Голд не писал о том времени, когда он работал посланником в Палестине и других арабских странах; тем не менее, несколько откровений были раскрыты другими людьми. Согласно Барри Рубину и Джудит Колп Рубин, Голд и советник Нетаниягу Ицхак Молхо были первыми посланниками новоизбранного правительства партии Ликуд, встретившиеся с Ясиром Арафатом в Секторе Газа 27 июня 1996 года. Деннис Росс считает, что именно после переговоров «Абу Мазен — Дори Голд» палестинцы закрыли офисы в Восточном Иерусалиме: Израиль настаивал, что это является нарушением Соглашений в Осло. Это была та цена, которую Арафату пришлось заплатить за свою первую встречу с Нетаниягу. Это была тяжелая уступка для палестинцев, согласно Россу, они видели это как «символическую утрату Восточного Иерусалима».

### Сирия и Голанские высоты
В деле переговоров с Сирией, бывший посол Израиля в США Итамар Рабинович пишет, как он советовался с Голдом в деле понимания наблюдательной группы по Южному Ливану, за которой последовало прямое обсуждение между Голдом и послом Сирии в США Уалидом Муалламом. Согласно французскому журналисту Шарлю Эндерлину, Голд добился заверения от Госсекретаря США Уоррена Кристофера, что «депозит» Ицхака Рабина по будущему Голанских высот не связывает Государство Израиль. Этот шаг также включал в себя получение обязательств Соединенных Штатов от администрации Клинтона по письму Форда (сентябрь 1975 года), в котором говорилось, что США придают огромное значение тому, что Израиль остается на Голанских высотах. Согласно израильской ивритоязычной ежедневной газете «Маарив», Кристофер также написал новое обязательство в виде формального письма, заверяя в этом премьер-министра Биньямина Нетаньягу 19 сентября 1999 года.

### Посланник в ООН
С 1997 по 1999 год Голд был послом Израиля в ООН. В 1998 году Голд был членом израильской делегации на переговорах в Уай-Ривер между Израилем, ООП при посредничестве президента США Билла Клинтона на платации Уай-Ривер в штате Мэриленд.

## Смерть
Дори Голд скончался в Иерусалиме 3 марта 2025 года на 72-м году жизни. После него остались вдова, двое детей и шестеро внуков.

## Занимаемые должности
- 1985—1996 — Старший научный сотрудник, Центр ближневосточных исследований им. Моше Даяна. Директор проекта по международной и оборонной политике США в Центре стратегических исследований Джаффе Тель-Авивского университета.
- 1991 — Советник, Мадридская мирная конференция.
- 1996—1997 — Советник по международной политике, премьер-министр Биньямин Нетаниягу
- 1997—1999 — Посол Израиля, ООН
- 1998 — Член израильской делегации, переговоры в Уай-Ривер
- 2000 — наст. вр. — Президент, Иерусалимский центр по международным делам и безопасности
- 2002—2004 — Советник премьер-министра Ариэля Шарона
- 2015—2016 — Гендиректор МИДа